# David A. Johnston
David Alexander Johnston (18. prosince 1949 – 18. května 1980) byl americký vulkanolog Americké geologické služby (USGS). Zemřel ve státě Washington při erupci vulkánu Mount St. Helens v roce 1980.

## Život
David Johnston se narodil Thomasovi a Alici Johnstonovým dne 18. prosince 1949 v chicagské nemocnici University of Chicago Hospital. Původně žili ve městě Hometown v Illinois, ale krátce po jeho narození se přestěhovali do Oak Lawn. Tam, společně se svojí sestrou, strávil své dětství až do dospělosti. Jeho otec pracoval jako inženýr a matka jako redaktorka novin. David pro její noviny často fotografoval a rovněž přispíval články do školních novin.
Po absolvování střední školy Harolda L. Richardse v Oak Lawn, navštěvoval Univerzitu Illinois v Urbana Champaign. Původně plánoval studovat žurnalistiku, ale hned ho zaujala úvodní hodina geologie a změnil obor. Jeho první geologický projekt bylo studium prekambrijských hornin v severním Michiganu. Zkoumal zde pozůstatky dávného vulkánu: metamorfované čediče, gabrovou ložní žílu a také dioritické a gabrové intruze. Tato zkušenost v něm probudila vášeň pro sopky. V roce 1971, po tvrdém studování, promoval s vyznamenáním.
Během následujícího léta pracoval s vulkanologem Petem Lipmanem na studii dvou vyhaslých kalder ve vulkanickém poli San Juan v Coloradu. Davidovi posloužila jako inspirace pro první část jeho absolventské práce na Washingtonské univerzitě v Seattlu, ve které se zaměřil na oligocenní sopečný komplex v západní části San Juan. Rekonstrukce eruptivní historie vyhaslých sopek ho připravila na studium těch aktivních. Jeho první zkušenost nastala v roce 1975, při geofyzikálním průzkumu stratovulkánu Augustine na Aljašce. Když o rok později nastala její erupce, okamžitě se k ní vydal. Dřívější práci o sopce Cimmaron si ponechal do diplomové práce a naopak tu o Augustine privilegoval pro svou disertační práci. Promoval v roce 1978 a získal titul Ph.D. Ve své práci prokázal, že:
- mechanismus usazování depozitů pyroklastických proudů se v průběhu času měnilo, neboť se snížil podíl pemzy.
- magma obsahovalo velké množství vodní páry, chlóru a síry
- podzemní míšení felsického (křemičitého) s méně viskózním mafickým (čedičovým) magmatem bylo patrně příčinou erupce Augustine.

Ostrov sopky Augustine byl také místem, kde se David Johnston poprvé dostal do nebezpečné situace, když na něm během její erupce uvíznul. Kvůli špatným povětrnostním podmínkám nemohl být evakuován.

### Kariéra
Johnston v průběhu letních měsíců v rocích 1978 a 1979 vedl studie o vrstvách sopečného popela, navrstveného roku 1912 při erupci Novarupty – nejsilnějšího sopečného výbuchu za posledních 200 let. Zjistil, že plynná složka je mimořádně důležitá pro výslednou sílu erupce. David díky tomu nabyl mnoho zkušeností, potřebných k analýze inkluzí ve fenokrystalech, uložených ve ztuhlé lávě. Ty poskytují informace o plynech, přítomných během minulých erupcí. Jeho práce na Novaruptě a jejím okolí mu vydláždila cestu ke kariéře, přičemž jeho pilnost zapůsobila na jeho kolegy.
Na konci roku 1978 se Johnston připojil k Americké geologické službě (USGS). Pracoval v kalifornské pobočce v Menlo Park, nicméně jeho práce na sopkách ho zavedla do celého regionu severozápadního Pacifiku. Sledoval množství vulkanických emisí, jak v Kaskádovém pohoří, tak i na Aleutských ostrovech. Tam pomohl posílit teorii, že erupce lze do určité míry předvídat změnami ve složení sopečných plynů. Každé léto navštěvoval vulkán Augustine a také hodnotil potenciál geotermální energie na Azorách či Portugalska. V posledním roce svého života se začal zajímat o zdravotní, zemědělské a environmentální účinky vulkanických i antropogenních emisí do atmosféry.
Když se 15. března pod sopkou St. Helens objevil zemětřesný roj, nacházel se David zrovna v nedalekém Seattlu, na Washingtonské univerzitě. Zaujat možným příchodem erupce, kontaktoval tamějšího profesora geologie, Stephena Malonea. Když Johnston tehdy pracoval v coloradském vulkanickém poli San Juan, Malonea byl jeho mentorem. Profesor ho okamžitě přijal a z Davida se stal hlavní vedoucí týmu USGS, jenž měl na starosti monitorování emisí sopečných plynů ze sopky.

## Erupce sopky Mount St. Helens
Od 15. března 1980 začalo docházet k seismické činnosti pod stratovulkánem Mount St. Helens, který byl nečinný již 123 let. O 9 dní později se už vulkanologové z USGS domnívali, že toto chování je známkou blížící se sopečné erupce. Hned od druhého dne, 25. března, se aktivita otřesů drasticky zvýšila. O dva dny později došlo k první freatické erupci a sopečný popel vystoupal do výšky 2,1 km.

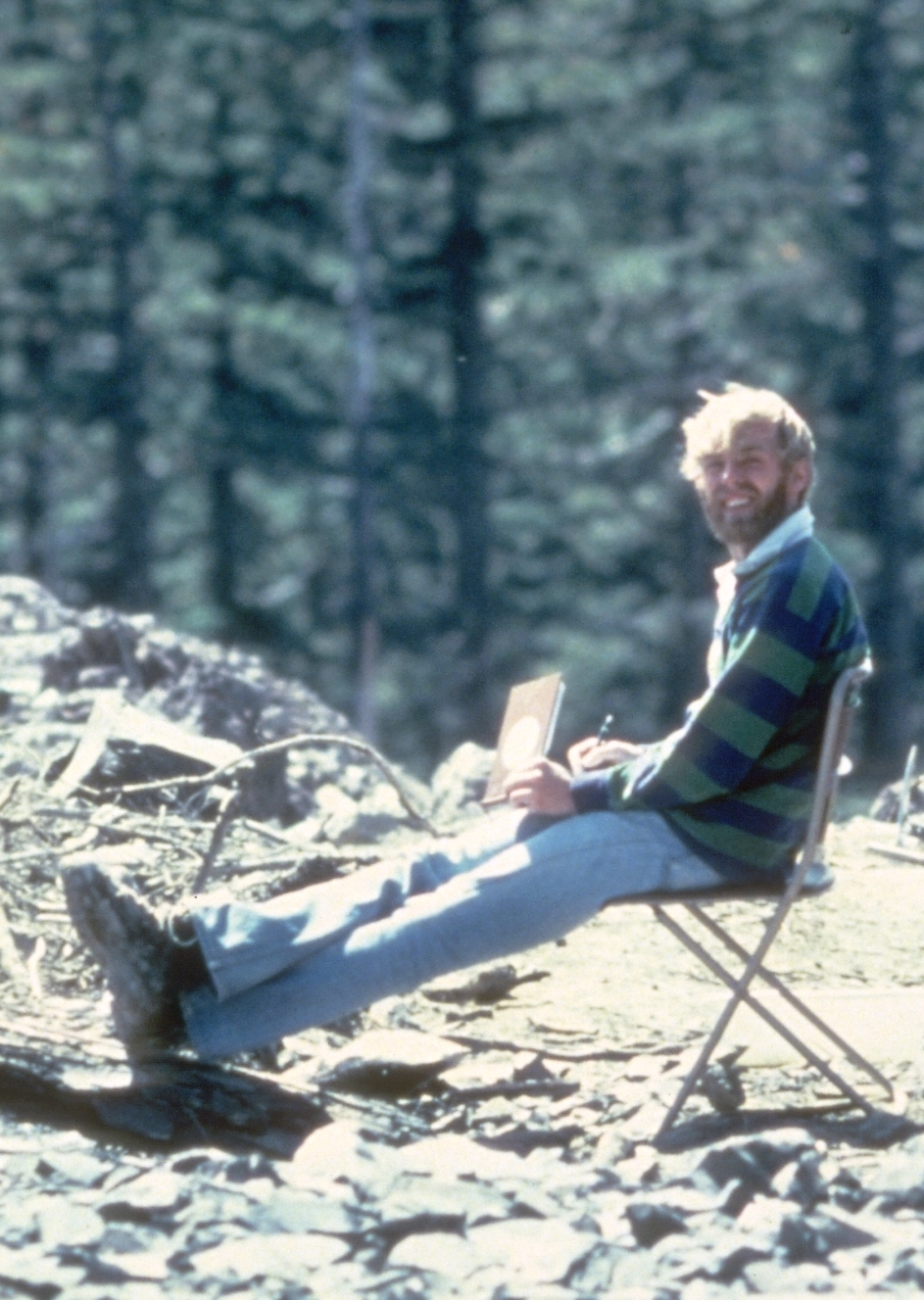
Poslední fotografie Johnstona, pořízená Harrym Glickenem jen 13,5 hodin před hlavní erupcí.

 Odborníci 17. dubna s překvapením zjistili, že na severním úbočí sopky vznikla obří vyboulenina. Stoupající magma se totiž odklonilo a hromadilo se pod svahem, což se projevilo jeho povrchovou deformací. Odborně se tento útvar nazývá kryptodóm. Johnston a další vulkanologové, pracující pro pobočku USGS ve Vancouveru, se proto připravili na pozorování hrozící erupce. Geolog Don Swanson a další umístili reflektory na vybouleninu a kolem ní. Založila se pozorovací stanoviště Coldwater I a Coldwater II (druhé stanoviště leželo jen 10 km severně od hory), aby se pomocí laseru mohla měřit rychlost jejího růstu. K údivu vulkanologů se kryptodóm zvětšoval o 1,5 až 1,8 metru každý den. Těsně před erupcí dosahovalo vydutí severního svahu již 150 m.
Navečer 17. května měl Harryho Glickena vystřídat na Coldwateru II geolog Don Swanson. Ten však nemohl a proto požádal Johnstona, jestli by si za něj vzal jeho noční hlídku. David souhlasil. Když Glicken na konci své směny v 19:00 opouštěl stanoviště, stačil ještě pořídit slavnou fotografii Johnstona, jak sedí u přívěsu a usmívá se. Při jeho nočním monitoringu nevykazovala sopka žádné změny svého stavu. Stejná situace panovala i druhý den v 07:00 ráno, když Johnston posílá do Vancouveru pravidelné hlášení rádiem. V 08:32 místního času však dochází přímo pod severním svahem Mount St. Helens k zemětřesení o síle 5,1 Mw. Zhruba po 7 až 20 sekundách kolabuje celé severní úbočí sopky v podobě gigantického sesuvu. Následně plynem nasycené magma při své expanzi prorazilo na povrch v podobě silné laterální (bočně směřované) erupce. Vznikl masivní a žhavý pyroklastický proud o teplotě 360 °C, který se vějířovitě šířil severním směrem, přímo na Davida. Zpočátku se pohyboval rychlostí 350 km/h, ale brzy zrychlil až na 1 080 km/h, přičemž na krátko mohl překonat dokonce i rychlost zvuku. Vulkanolog ještě stačil radiem poslat zprávu: „Vancouvere! Vancouvere! Už je to tady!“. Po několika desítkách vteřin se žhavé mračno přižene ke stanovišti Coldwater II a Johnston umírá. Pyroklastický proud během několika minut zničil území o rozloze 600 km² a přibližně 30 kilometrů od sopky se jeho postup zastavil.
Do oblasti byli okamžitě vysláni záchranáři. Když pilot helikoptéry přilétl ke Coldwateru II, po němž zbyla jen popelem pokrytá holá skála s přeraženými a spálenými kmeny stromů, nenašel žádné známky přívěsu. Navzdory důslednému pátrání nebylo tělo Davida Johnstona nikdy nalezeno. K uctění jeho památky byl hřeben Coldwater posléze přejmenován na Johnstonův hřeben. V roce 1993 se nedaleko stanoviště otevřel památník pro 57 obětí erupce a také observatoř. Téhož roku, při prodloužení státní silnice Route 504 k těmto stavbám, objevili dělníci zbytky Johnstonova přívěsu.

## Galerie

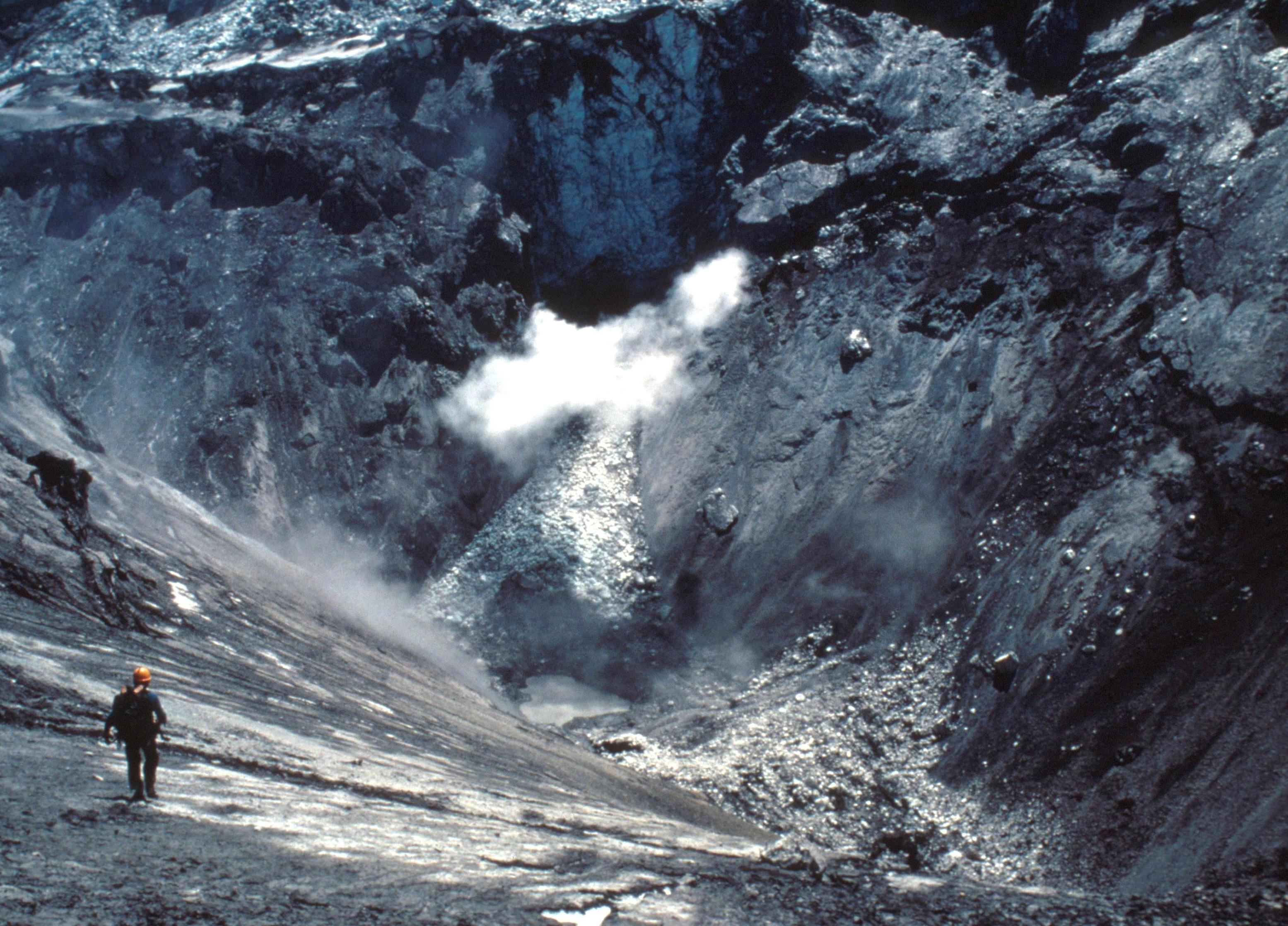
David sestupuje do kráteru St. Helens (30. duben 1980).
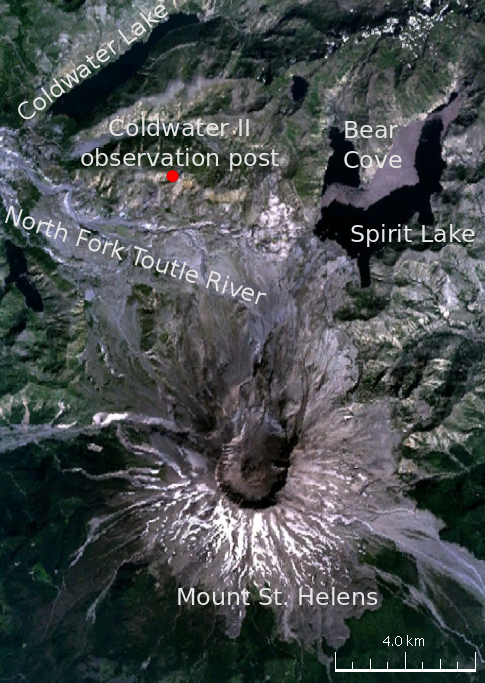
Zničené severní úpatí a vyznačená poloha pozorovacího stanoviště Coldwater II.
Mount St. Helens jeden den před erupcí a čtyři měsíce poté. Foceno zhruba ze stejného místa.
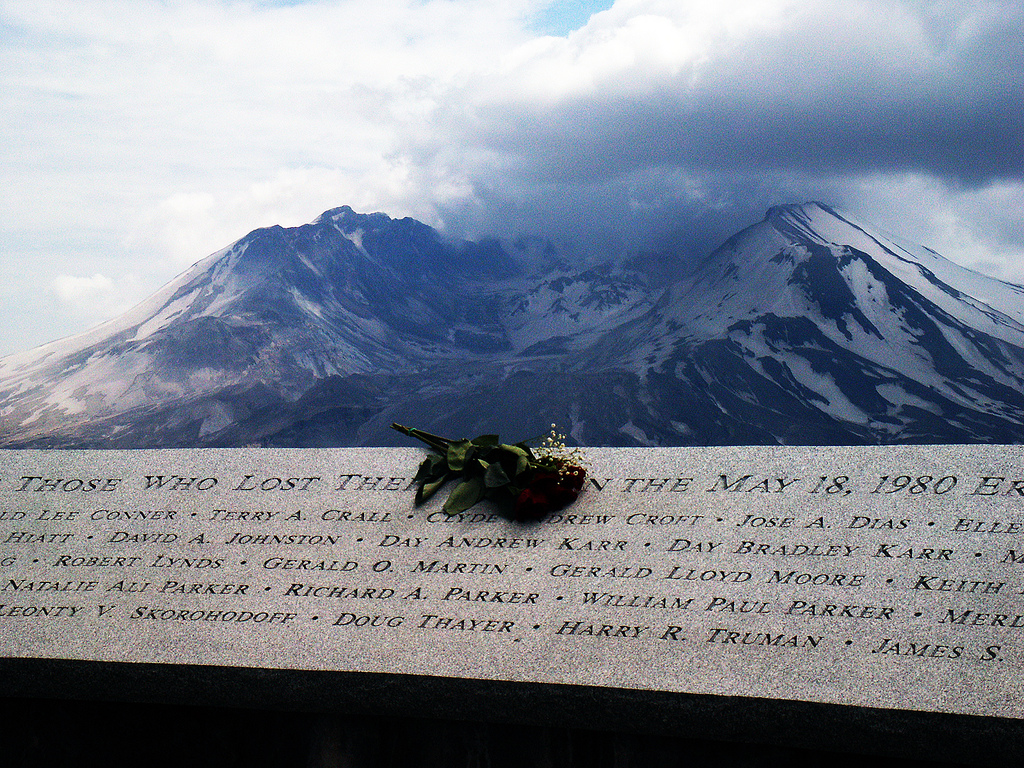
Památník na vrcholu Johnstonova hřebenu.